# Lästringe socken

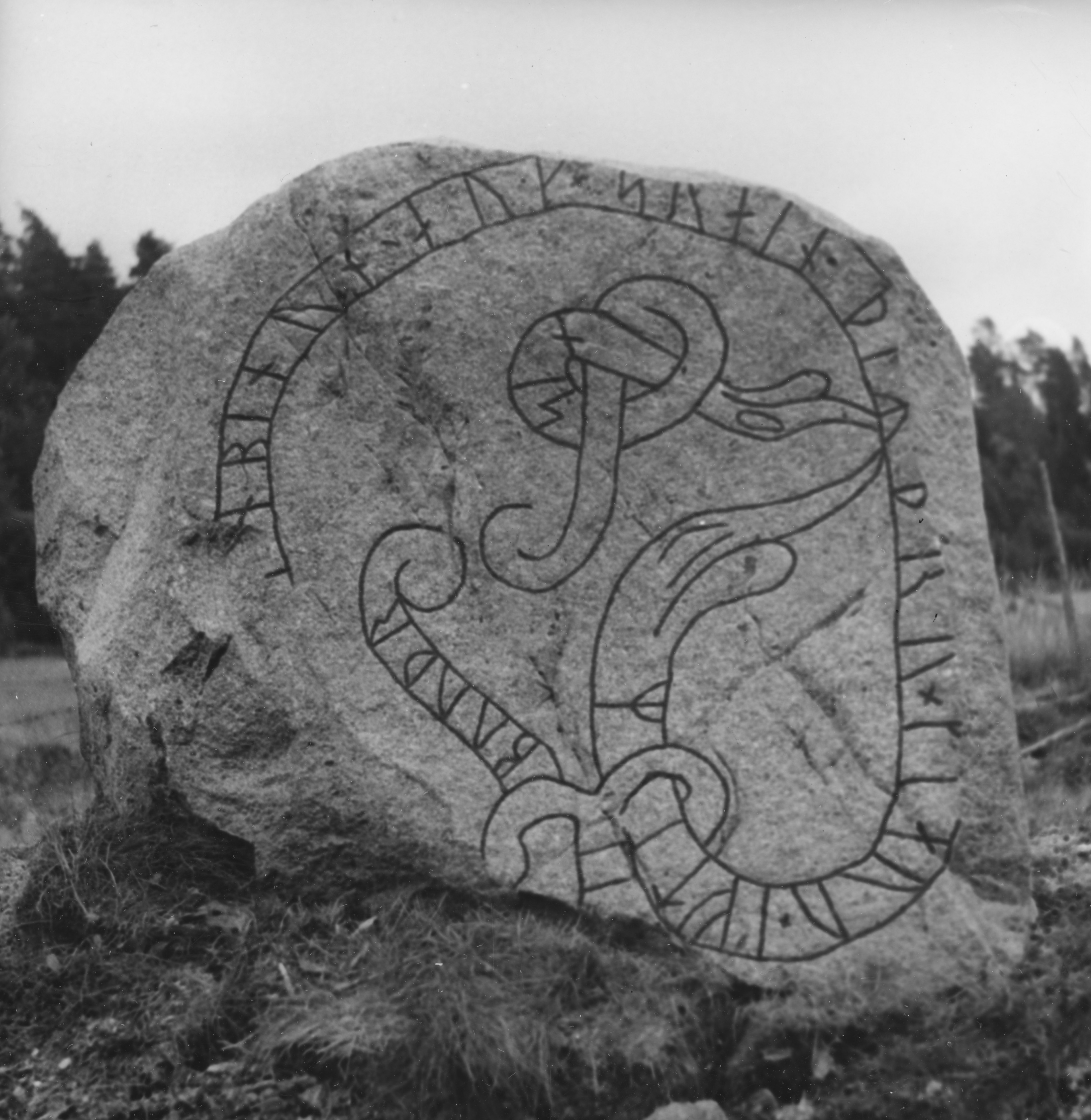
Runsten i Lästringe, Sö142. År 1958

Lästringe socken i Södermanland ingick i Rönö härad och är sedan 1971 en del av Nyköpings kommun, från 2016 inom Lästringe distrikt.
Socknens areal är 39,10 kvadratkilometer, varav 37,43 land. År 1950 fanns här 471 invånare. Godset Gärdesta, orten Lästringe samt sockenkyrkan Lästringe kyrka ligger i socknen.  

## Administrativ historik
Lästringe socken har medeltida ursprung. 
Vid kommunreformen 1862 övergick socknens ansvar för de kyrkliga frågorna till Lästringe församling och för de borgerliga frågorna till Lästringe landskommun. Landskommunen inkorporerades 1952 i Tystberga landskommun som 1971 uppgick i Nyköpings kommun. Församlingen utökades 1980 och uppgick 2002 i Tystbergabygdens församling.
1 januari 2016 inrättades distriktet Lästringe, med samma omfattning som Lästringe församling hade 1999/2000 och fick 1992, och vari detta sockenområde ingår.
Socknen har tillhört län, fögderier, tingslag och domsagor enligt vad som beskrivs i artikeln Rönö härad. De indelta båtsmännen tillhörde Andra Södermanlands båtsmanskompani.

## Geografi
Lästringe socken ligger väster om Trosa kring Fårsjön och med sjön Likstammen i nordväst. Socknen har odlad slättbygd kring de centrala sjöarna och är i övrigt en kuperad skogsbygd.
Socknen genomkorsas av gamla Riksettan. Sockenkyrkan heter Lästringe kyrka.
År 1930  fanns 399 hektar åker och 2 056 hektar skogsmark.

### Geografisk avgränsning
Lästringe sockenområde avgränsas i norr av Torsåkers socken i nuvarande Gnesta kommun. Längst i nordost ligger byn Granlund och Sillekrog samt sjöarna Lammsjön, Byksjön samt Mörtsjön. Kvarnsjön delas på mitten av Lästringe socken och Torsåkers socken. 
I öster avgränsas området av Västerljungs socken i Trosa kommun. Söder om Lästringe station går sockengränsen mot Bälinge socken. Helt i sydväst avgränsas socknen av Tystberga socken och i väster ligger Sättersta socken. I nordväst, i området kring Likstammen, gränsar Lästringe mot Frustuna socken.

## Fornlämningar
Bronsåldern representeras av en mängd spridda stensättningar av gravrösetyp. Från samma tid härstammar även ett antal skärvstenshögar och skålgropar. Järnåldern märks genom 18 gravfält. Dessa torde till ca 2/3 höra till yngre järnåldern. Vikingatiden märks genom en runsten, vilken talar om ett brobygge.

## Namnet
Namnet (1382 Læstrunge) innehåller sannolikt i efterleden en inbyggarbeteckning ung/inge. Förleden är svårtolkad och sammanhänger troligen med ett sjönamn Lästern eller Lästr.